# Syrgis indignus
Syrgis indignus är en insektsart som beskrevs av Melichar 1906. Syrgis indignus ingår i släktet Syrgis och familjen sköldstritar. Inga underarter finns listade i Catalogue of Life.